# Patricia Pulling
Patricia A. Pulling, née le 30 juin 1948 à Richmond (Virginie) et morte le 18 septembre 1997, était une militante anti-occulte américaine. Elle a fondé Bothered About Dungeons and Dragons (BADD), un groupe militant dédié à la réglementation des jeux de rôle tels que Donjons & Dragons.

## Biographie
Pulling fonde BADD après le suicide de son fils Irving par arme à feu le 9 juin 1982:21. Irving pratiquait les jeux de rôle, et sa mère est convaincue que son suicide était directement lié à Donjons & Dragons. La mère endeuillée intente d'abord une action en justice pour mort injustifiée contre le directeur du lycée de son fils, Robert A. Bracey III. Elle tient celui-ci pour responsable d'une malédiction placée sur le personnage de D&D de son fils peu avant sa mort. Pulling intente également une action en justice contre TSR, les éditeurs de D&D. Elle apparait dans un épisode de 60 Minutes diffusé en 1985 ; dans le même épisode apparait également le coauteur de Donjons & Dragons Gary Gygax.

### BADD
Pulling fonde le groupe de défense des intérêts publics « Bothered About Dungeons & Dragons » (BADD) en 1983:22 après que toutes ses poursuites judiciaires ont été rejetées. Ce groupe commence à publier des textes pour diffuser sa croyance selon laquelle D&D encourageait le satanisme et le suicide. BADD décrit D&D comme « un jeu de rôle fantastique qui utilise la démonologie, la sorcellerie, le vaudou, le meurtre, le viol, le blasphème, le suicide, l'assassinat, la folie, la perversion sexuelle, l'homosexualité, la prostitution, les rituels sataniques, les jeux d'argent, la barbarie, le cannibalisme, le sadisme, la profanation, l'invocation de démons, la nécromancie, la divination et d'autres enseignements.
BADD réussit à l'époque à partiellement diffuser ses opinions dans la presse américaine, à la fois dans les médias chrétiens conservateurs et dans des médias généralistes. L'organisation distribue également ses documents en Australie par l'intermédiaire de groupes conservateurs affiliés au révérend Fred Nile, comme la Fédération australienne pour la décence. En outre, Pulling obtient une licence de détective privé, devient consultante auprès des forces de l'ordre et témoin expert dans plusieurs procès liés aux jeux ; tous ces procès sont finalement perdus. Elle devient aussi en 1984 une des directrices de la Coalition nationale contre la violence à la télévision.
Pulling écrit un livre à quatre mains, qui est publié en aout 1989 : The Devil's Web: Who Is Stalking Your Children For Satan ? Le livre ne fait aucune distinction entre le Necronomicon, ouvrage fictif qui apparait dans les romans de H. P. Lovecraft, et le Necronomicon Simon, un livre réellement publié, inspiré du précédent. Une partie du livre encourage les policiers à commencer les interrogatoires d'adolescents soupçonnés d'occultisme par la question « Avez-vous lu le Necronomicon ou le connaissez-vous ? »
Au fur et à mesure que la popularité de Donjons & Dragons et des autres jeux de rôle croît, les opinions et les déclarations de Pulling se retrouvent de plus en plus remises en question. Par exemple, elle affirme un jour à un journaliste que huit pour cent des habitants de Richmond, en Virginie, sont des satanistes. Elle lui explique qu'elle est arrivée à ce chiffre en estimant que quatre pour cent de la population adulte et quatre pour cent de la population adolescente étaient impliquées dans le satanisme, puis elle les a additionnées pour obtenir huit pour cent. Lorsque le journaliste l'a informée que mathématiquement cela représentait quatre pour cent et non huit pour cent, elle a répondu que cela n'avait pas d'importance car même huit pour cent était une estimation « prudente ».

## Réactions
En 1989, le rôliste et concepteur de jeux Michael A. Stackpole écrit Game Hysteria and the Truth, qui décrit tous les défauts, idées fausses, inexactitudes, omissions de détails pertinents et pratiques douteuses concernant les affirmations de Pulling sur les RPG en général et D&D en particulier. Il remarque entre autres que son intégration d'articles de journaux dans ses propres pamphlets est illégal, puisque ces journaux sont soumis aux droits d'auteur et leurs ayants droit n'ont pas été contactés. Stackpole y conclut : « Si les statistiques de suicide sur les 14 années écoulées depuis l'apparition de D&D montrent quoi que ce soit, c'est que le taux de suicide des rôlistes ne représente qu'une fraction de celui de leurs pairs. », Un an plus tard, Stackpole répète les principaux arguments de Game Hysteria and the Truth concernant Pulling dans The Pulling Report, une critique cinglante des méthodes de collecte de données, d'analyse et de reporting de BADD. Stackpole y affirme que Pulling avait enjolivé ses qualifications. Après la publication de ce rapport en 1990, Pulling quitte BADD.

## Après BADD
En 1991, l'American Association of Suicidology, les Centres pour le contrôle et la prévention des maladies des États-Unis et Santé et Bien-être social Canada concluent tous qu'il n'y a aucun lien de causalité entre les jeux de fantasy et le suicide.
Pulling est décédée d'un cancer du poumon en 1997.